# William Kircher

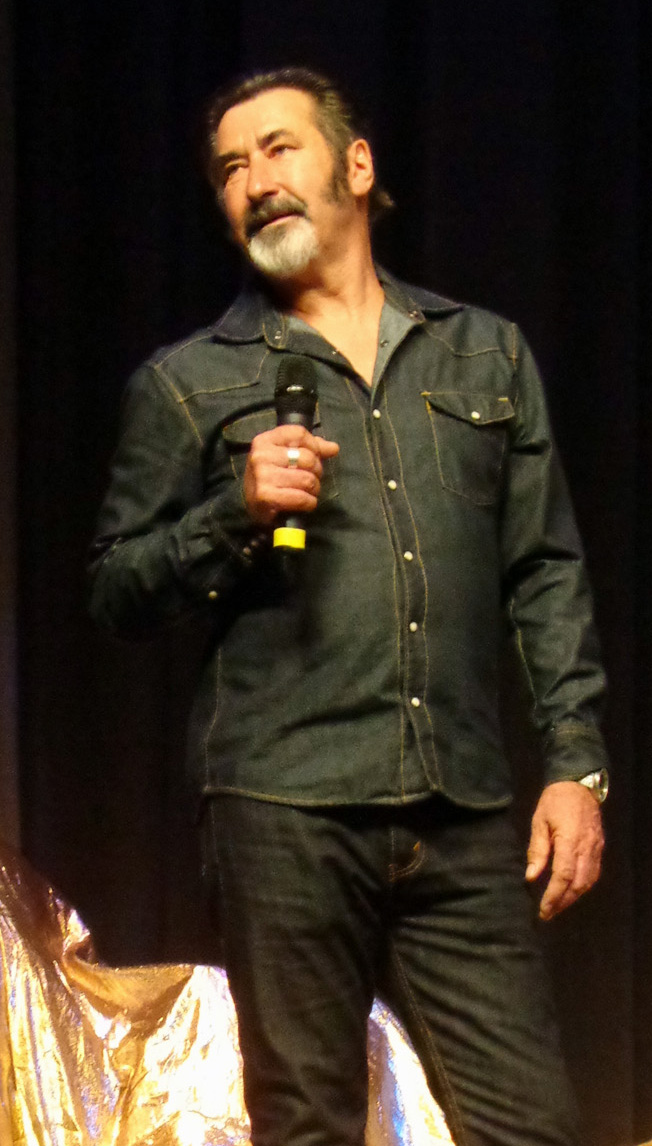
William Kircher am 5. April 2015 in Bonn

William Kircher (* 23. Mai 1958) ist ein neuseeländischer Schauspieler und Filmproduzent.

## Leben
Kircher absolvierte eine Schauspielausbildung an der New Zealand Drama School, die er mit 18 Jahren abschloss. Seitdem trat er in über 100 professionellen Theaterproduktionen auf. Gleichzeitig begann seine Karriere als Darsteller in Film und Fernsehen. In Neuseeland wurde er vor allem durch seine Rolle in der Polizeiserie Shark in the Park bekannt.
Ende der 1990er Jahre konzentrierte sich Kircher zunehmend auf die Filmproduktion. Er arbeitete als Produzent für Raymond Thompsons Film- und Fernsehstudio Cloud 9 Screen Entertainment, wo er an der Entwicklung von Sendungen für neuseeländisches Publikum beteiligt war. 1999 übernahm er bei Cloud 9 die Leitung der Werbefilmabteilung und produzierte unter anderem einen preisgekrönten Kurzfilm. Später wurde er Manager im Bereich Public Relations, Medien und Kommunikation. 2003 gründete er gemeinsam mit seinem langjährigen Freund Michael Hurst und Geoff Husson die Produktionsfirma ScreenAdventures.
2006 kehrte Kircher auf die Leinwand zurück und verkörperte den Polizisten Stewart Guthrie im Filmdrama Out of the Blue – 22 Stunden Angst, welches auf dem Amoklauf von Aramoana basiert. Ab 2009 produzierte er 15 Monate lang das TV-Doku-Drama The Investigator für Red Sky Film & Television. Im Dezember 2010 wurde bekannt, dass Kircher in Peter Jacksons Großprojekt Der Hobbit den Zwerg Bifur darstellen wird.

## Filmografie
- 1984: Trespasses
- 1984: Constance
- 1984: Heroes (Fernsehserie)
- 1985: Hot Target
- 1986: Cuckoo Land (Fernsehserie)
- 1988: Send a Gorilla
- 1987: Worzel Gummidge Down Under (Fernsehserie)
- 1989: The Ray Bradbury Theater (Fernsehserie)
- 1990: Shark in the Park (Fernsehserie)
- 1991: Gold: A Fistful of Gold
- 1992: Absent Without Leave
- 1994: Der unsichtbare Tod
- 1995: Fallot (Fernsehserie)
- 1996: Die Enid Blyton Abenteuer (Fernsehserie)
- 1996: Oscar & Friends
- 1996: Die Rückkehr zur Schatzinsel (Fernsehfilm)
- 1997: City Life (Fernsehserie)
- 1998: Die verwegenen Vier (Fernsehserie)
- 1998: Tell – Im Kampf gegen Lord Xax (Fernsehserie)
- 1998: Xena – Die Kriegerprinzessin (Fernsehserie)
- 1999: A Twist in the Tale (Fernsehserie)
- 2006: Out of the Blue – 22 Stunden Angst
- 2008: Hold-Up
- 2008: Aftershock (Fernsehfilm)
- 2009: Legend of the Seeker – Das Schwert der Wahrheit (Fernsehserie)
- 2012: Der Hobbit: Eine unerwartete Reise (The Hobbit: An Unexpected Journey)
- 2013: Der Hobbit: Smaugs Einöde (The Hobbit: The Desolation of Smaug)
- 2014: Der Hobbit: Die Schlacht der Fünf Heere (The Hobbit: The Battle of the Five Armies)
- 2015: How to Murder Your Wife (Fernsehfilm)
- 2017: Rogue Warrior: Robot Fighter
- 2018: The Axiom
- 2018: Kayla